# الحلي التقليدية في بادية نجد
الحلي التقليدية في بادية نجد تعتبر صناعة الحلي التقليدية في المملكة العربية السعودية من الصناعات واسعة الانتشار، لما للحلي من دور أساسي في مظهر المرأة وهي أساسية بالنسبة للعروس، وتقدم لها مع مهرها.

وقد سجّل الرحّالة الغربيون والباحثون أبرز أشكال الحلي التي كانت ترتديها النساء في بادية نجد والتي بقيت محافظة على تصاميمها وأنواعها على مدى قرون.

والملاحظ في حلي نساء بادية نجد التقليدية قلة استخدام الذهب فيها بسبب الحالة الاقتصادية، لذا كان أغلبها مصنوعاً من الفضة. 
كما يلاحظ ان معظم هذه الحلي تتشابه مع تلك المستخدمة في معظم مناطق المملكة العربية السعودية وفي البوادي الأخرى في الدول العربية المجاورة.

وتتميز حلي نساء بادية نجد بثراءها الفني والزخرفي وتعدد أنواعها باختلاف أغراضها ومناطق ارتدائها في الجسم ومن أبرزها:

## حلي الرأس
استخدمت المرأة البدوية النجدية عدداً من الحلي التي تزين الرأس ومنها:
•	فريدة أو فردة:
وهي حلية من الذهب أو الفضة توضع في الأنف بعد ثقبه وتتدلى منه سلسلة تثبت بشعر الرأس، وترتديها فقط المرأة الغنية أو بنت شيخ القبيلة في البادية. وقد ذكر الباحث سعد بن جنيدل ان الـ«فردة» تعتبر من الحلي التقليدية المنتشرة بين نساء البادية والحضر.
•	عصابة من الفضة:
هي حلية تُلبس على الرأس، وتصنع من الفضة، وقد عُرفت لدى قبيلة الرشايدة، وذكرت الباحثة ليلى صالح البسام ان المرأة البدوية قد استخدمت عصابة من الفضة.
•	تراكي أو خروص أو شغاب:
هي حلي تلبسها المرأة البدوية النجدية في الأذنين، وتعددت أشكالها وانواعها، وقد تسمى «براد» ويصنع من الفضة، ومنها«شغاب» أو «عشارق». والعشارق لاتعني نوعاً واحداً من الحلي وإنما تشمل أنواعاً مختلفة مما يُلبس في الأنف أو في الأذنين أو في العنق ومما يلبس مُعلقاً في شَعر الرأس، ولا يتميز بعض هذه الأنواع عن بعضها إلا بتحديد مكان لبسها.

## حلي الرقبة والصدر

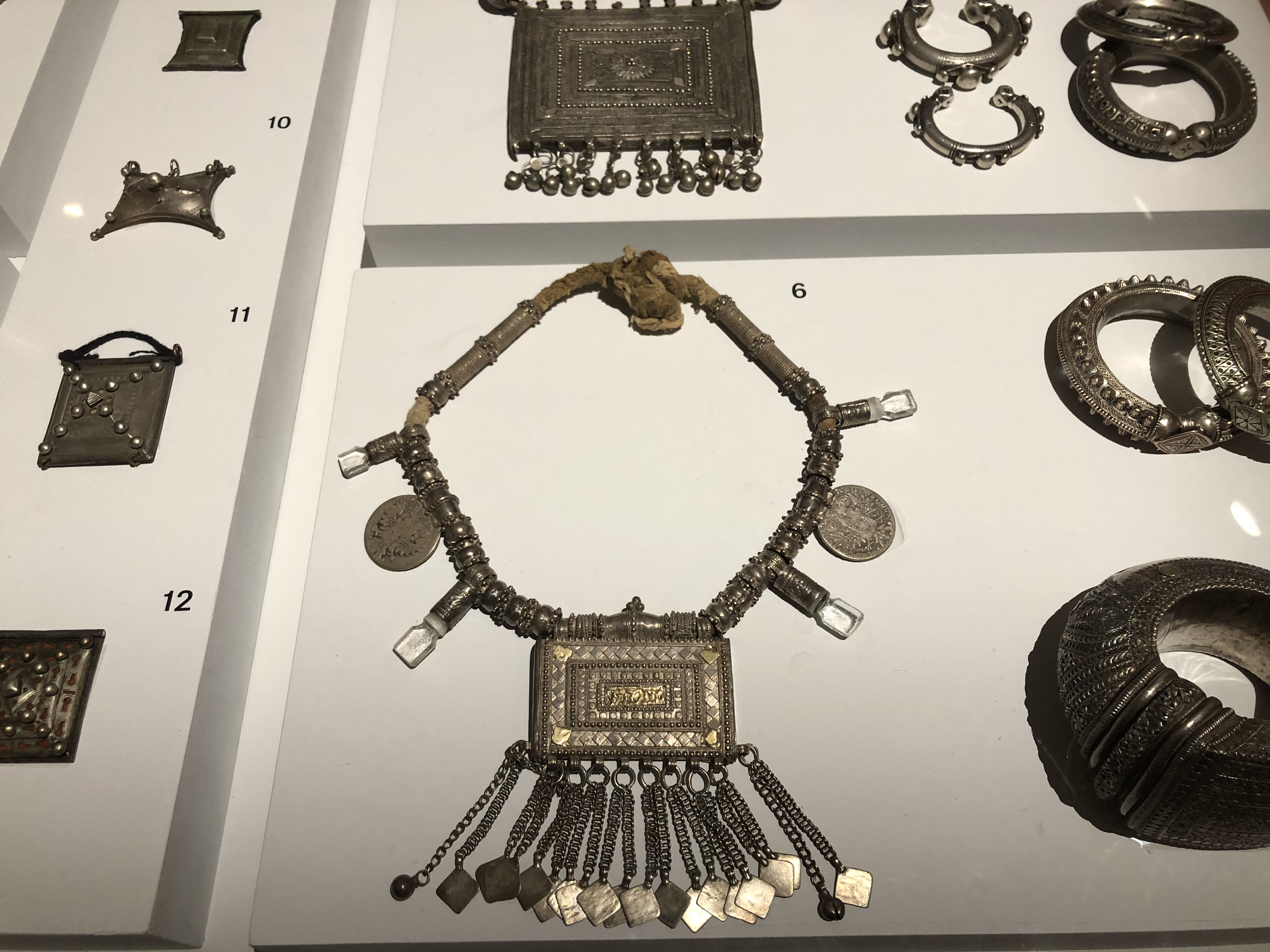
ارتدت المرأة البدوية في نجد أنواعاً من الحلي في الرقبة والصدر.

ارتدت المرأة البدوية في نجد أنواعاً من الحلي في الرقبة والصدر أبرزها:
•	ثقالة أو شناف أو مهدالة:
وهي قطعة حلي تصنع من الفضة تثبت بالملفع أو بالعصابة بواسطة عروة أو خيط، فتعلقه المرأة في طرف خمارها وتنسفه متدلياً على ظهرها أو على صدرها ليثقل الخمار فلا ترفعه الريح.
•	القلائد وتشمل:

• المرتعشة: هي قلادة من الفضة تلبسها المرأة البدوية حول عنقها في المناسبات. وهي من الحلي التي انتشرت انتشاراً واسعاً في عدد من مناطق المملكة، وقد تصاغ من الذهب أو الفضة وهي صياغة وطنية.
•	قلادة مرجان وقلادة الخرز الملون: هي حلية تلبسها المرأة البدوية حول عنقها منظومة من المرجان فقط، أو يضاف إليها الخرز الملون أو الفضة، والمرجان عبارة عن خرز لونه احمر، ويسمى الخرز المرمى.
•	قردالة أو مخنقة: هي قلادة تتحلى بها المرأة البدوية في عنقها، وتصاغ من الفضة، وتختلف القردالة في صياغتها من بلد إلى آخر، فمنها ما هو صياغة ذهبية أو فضية.
•	قلادة من القرنفل: هي قلادة ترتديها المرأة البدوية النجدية حول عنقها، حيث ينقع نبات القرنفل بالماء ويخاط بالأبرة، فتعطي رائحة طيبة للمرأة، وقد عرف هذا النوع من القلائد لدى قبيلة شمر.

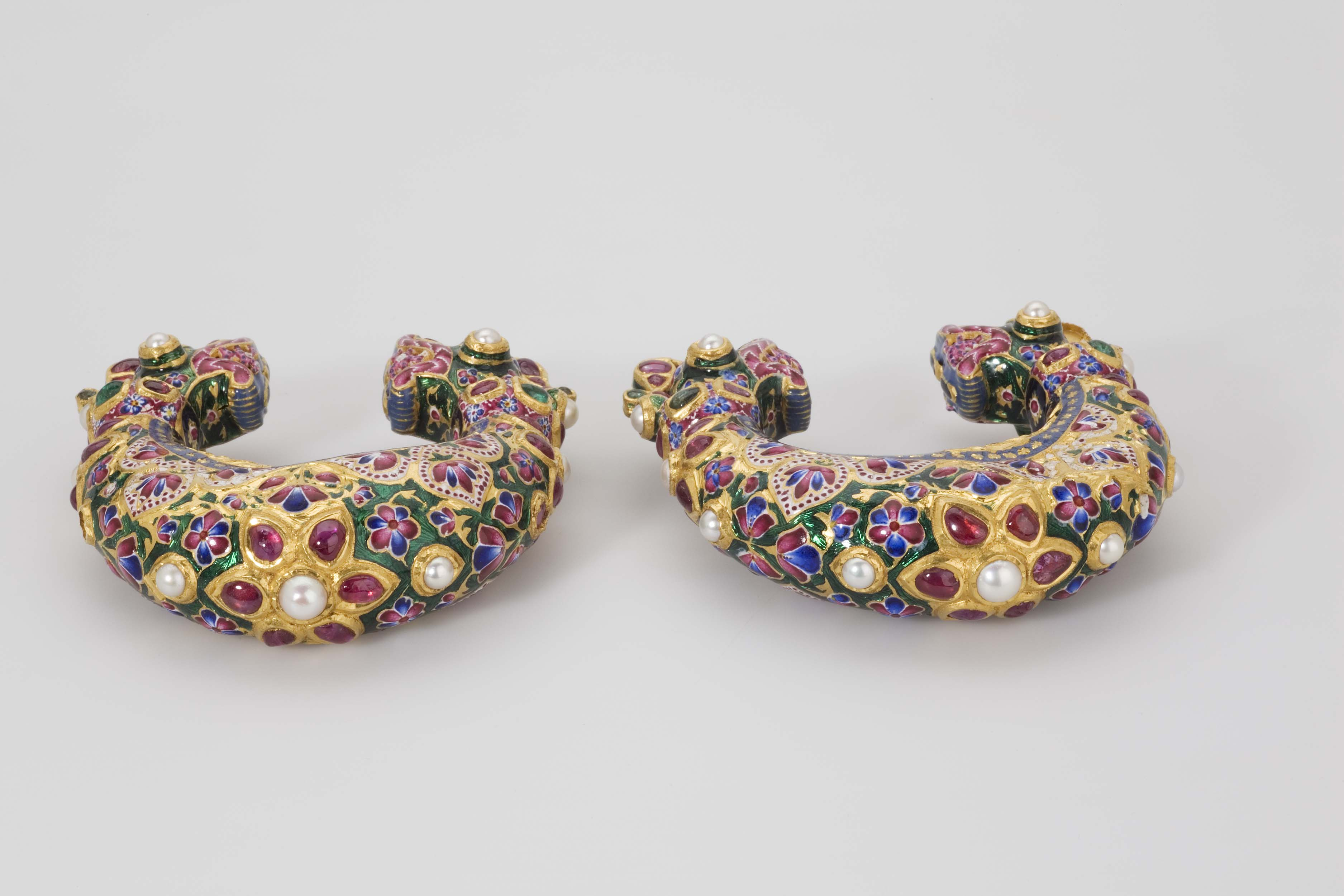
الحجول والخلخال: هي حلية تلبسها المرأة في أسفل ساقها، وقد عرفت في مناطق المملكة العربية السعودية.

## حلي الاصابع والرسغ والقدم
•	خواتم أو محابس أو شرقية أو خناصر: تلبس المرأة البدوية النجدية الخواتم في أصابع يديها، ويختلف مُسماها على حسب نوع الزخرفة ومكان الإصبع، فالخاتم الذي يُلبس في الإصبع الأوسط يسمى المحبس،  أما الخاتم الذي يُلبس في إصبع الخنصر فيعرف باسم «خنصر»  وقد تلبس المرأة خاتماً يسمى «فتخة» في إصبعها الإبهام.
•	الأساور : تزين المرأة البدوية النجدية يديها بعدد من الأساور منها: «البناجر» أو «الشمايل» أو «المفاتيل» أو الحجول من الفضة أو الذهب نادراً.
•	خصور: هي حلي تلبسها المرأة على معصم اليد منظومة من الخرز الملون، وقد تلبس في كلتا اليدين ويتكون من خرز أحمر ويفصل بينه بفصوص من الفيروز الأخضر وحشفات من الذهب أو من النحاس الأصفر إذا لم يتوفر الذهب وله زرار يربط به المعصم.
•	معاضد: هي حلي تلبسها المرأة في العضد وتصنع من الفضة.
•	الحجول والخلخال: هي حلية تلبسها المرأة في أسفل ساقها، وقد عرفت في مناطق المملكة العربية السعودية،  وتختلف الحجول عن الخلخال شكلاً لأن الخلخال عبارة عن قضيب مجوف من الفضة وفي وسطه حبات من الفضة تُصدر صوتاً عند الحركة، وهو أخف من الحجول، أما الحجول فإنها قضبان من الفضة ثقيلة ولها صوت رنان.

## وصلات خارجية
- فن الحلي السعودية التقليدية: إعادة إحياء لعالم معاصر